# Kindertagesheim St. Johann

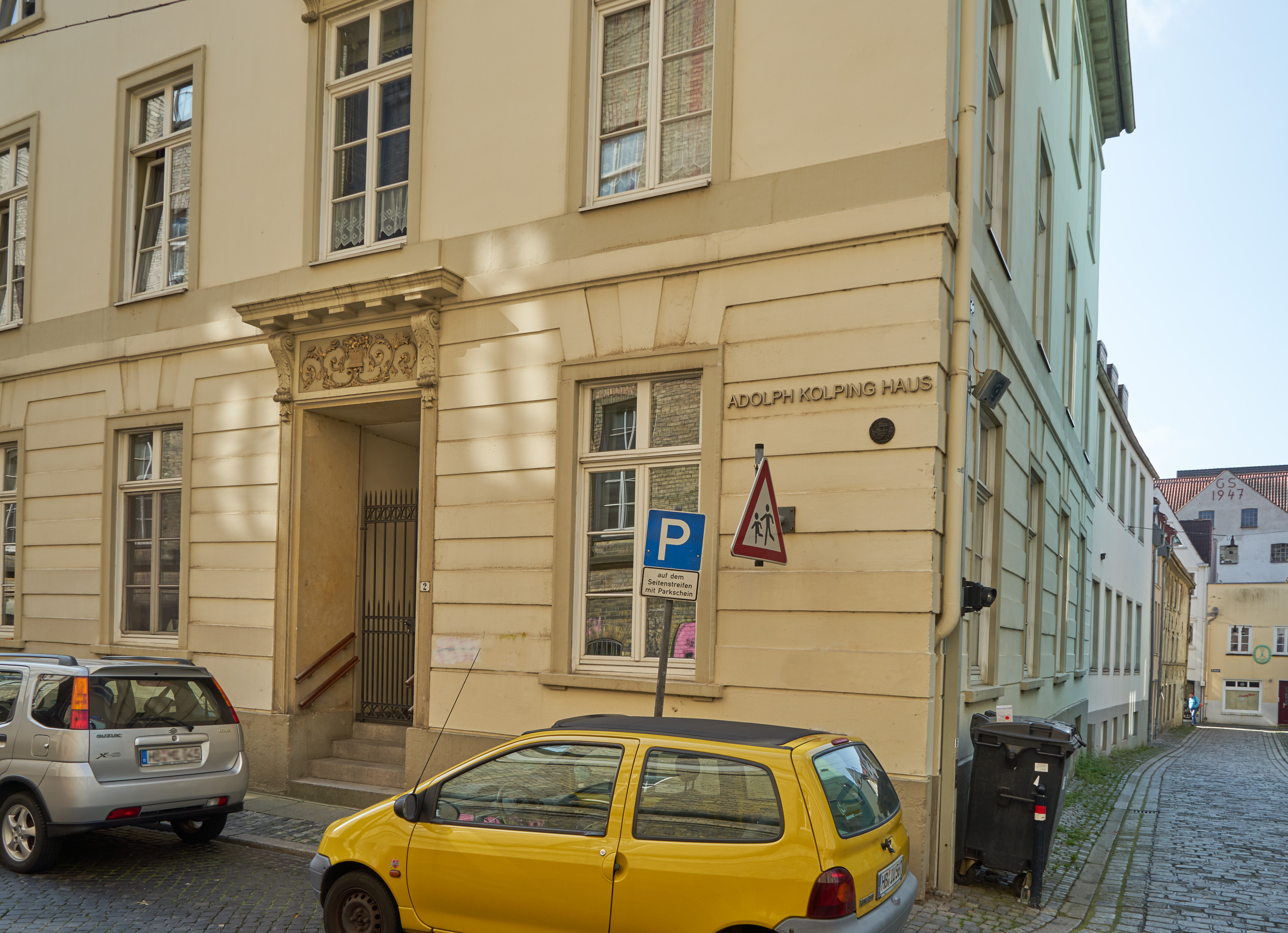
Kolpingstrasse 2

Das Kindertagesheim St. Johann befindet sich in Bremen, Stadtteil Mitte im Schnoorviertel, Kolpingstraße 2/3 und Süsterstraße. Es entstand 1820 und 
wurde 1968 nach Plänen von Bernhard Wessel saniert.
Das Gebäude steht seit 1973 unter Bremer Denkmalschutz.

## Geschichte
Die katholische backsteingotische Kirche St. Johann im Schnoor wurde im 14. Jahrhundert als Klosterkirche erbaut. Die Klostergebäude wurden im 19. Jahrhundert abgerissen. Auf dem Klostergelände entstanden 1965 nach Plänen von Wessel für die Propstei St. Johannis eine Reihe zweigeschossiger rotsteinsichtiger Wohnhäuser. Die Gebäude stehen seit 1973 unter Denkmalschutz.
Das heute dreigeschossige, vorne sechsachsige, verputzte, U-förmige Eckhaus mit zwei Satteldächern für die zwei rückwärtigen Giebelhäuser und den zwei Portalen wurde 1820 in der Epoche des Klassizismus als Wohn- und Kontorhaus für den Kaufmann Johann Henrich Buschmann und für vermutlich Senator Albert Hermann von Post gebaut. Die beiden rückwärtigen Giebelhäuser waren ursprünglich zweigeschossige Fachwerkbauten. Mächtige gotisierende Gewölbe im Keller blieben erhalten.

1968 erfolgte durch die katholische Kirchgemeinde ein größerer Umbau zu einem Kindertagesheim.
 
Heute (2018) wird das Gebäude für katholische Sozialeinrichtungen (Kita und Haus Lea) genutzt.
Die Kolpingstraße (früher Gartenstraße) wurde 1950 zum Gedenken an den katholischen Priester Adolph Kolping benannt. 
Der Name Schnoor (Snoor) bedeutet Schnur:. Er kam durch das Schiffshandwerk und der Herstellung von Seilen und Taue (= Schnur).